# Birgit Õigemeel
Birgit Õigemeel (Kohila, comtat de Rapla, 24 de setembre de 1988) és una actriu i cantant Estònia. Va representar el seu país a Eurovisió 2013, amb la cançó Et uus saaks alguse.